# Passer diffusus
Passer diffusus (лат.) — вид из рода настоящих воробьёв (Passer) семейства воробьиных (Passeridae). Выделяют четыре подвида. Обитает исключительно на юге Африки, где является обычной и широко распространенной птицей. Существует три подвида, которые признаются не всеми авторами. Видовое название дано в честь этнической группы дамара, основной район расселения которой находится в Намибии.
МСОП относит его к видам, не находящимся под угрозой исчезновения.

## Внешний вид
Длина тела составляет 15-16 сантиметров. Заметного полового диморфизма не наблюдается.
У номинативной формы Passer diffusus diffusus и самки, и самцы имеют бледно-пепельно-серый верх головы, мантия коричневая. При свежей линьке перья мантии имеют серые кончики. Спина и верхние кроющие хвоста имеют коричный цвет. Тёмно-бурые контрольные перья при свежей линьке имеют тонкие красновато-коричневые края. Область от основания клюва до глаза серо-коричневая, щеки, бока горла, нижние стороны шеи, грудь и бока бледно-коричневато-серые. Подбородок и горло посередине имеют светло-серый или бело-серый участок, брюхо и подхвостье бело-серые. Вне сезона размножения клюв имеет роговую окраску, нижняя часть клюва чуть более рыжеватая. В период размножения клюв почти черноватый. Глаза от тёмно-коричневых до серо-коричневых, ноги тёмно-телесного цвета.
Молодые птицы похожи на взрослых, но голова у них чуть более коричневая, а верхняя сторона тела слегка пёстрая.

## Подвиды
Помимо номинативного вида Passer diffusus diffusus, были описаны следующие подвиды:
- Passer diffusus stygiceps Clancey, 1954 — встречается на юго-западе Малави, юге Мозамбика, востоке ЮАР, Лесото и Эсватини. Немного темнее номинативной формы и слегка коричневатый на голове и верхней стороне тела.
- Passer diffusus luangwae Benson, 1956 — встречается на небольшой территории в Замбии. Немного меньше номинативной формы и имеет сравнительно небольшое брюшко.
- Passer diffusus mosambicus Van Someren, 1921 — встречается на юго-востоке Малави, севере Мозамбика и юго-востоке Танзании. Оперение во многом сходно с оперением P. d. stygiceps, хотя верхняя часть головы несколько более серая, а спина имеет несколько более насыщенный бурый оттенок.

## Распространение и образ жизни

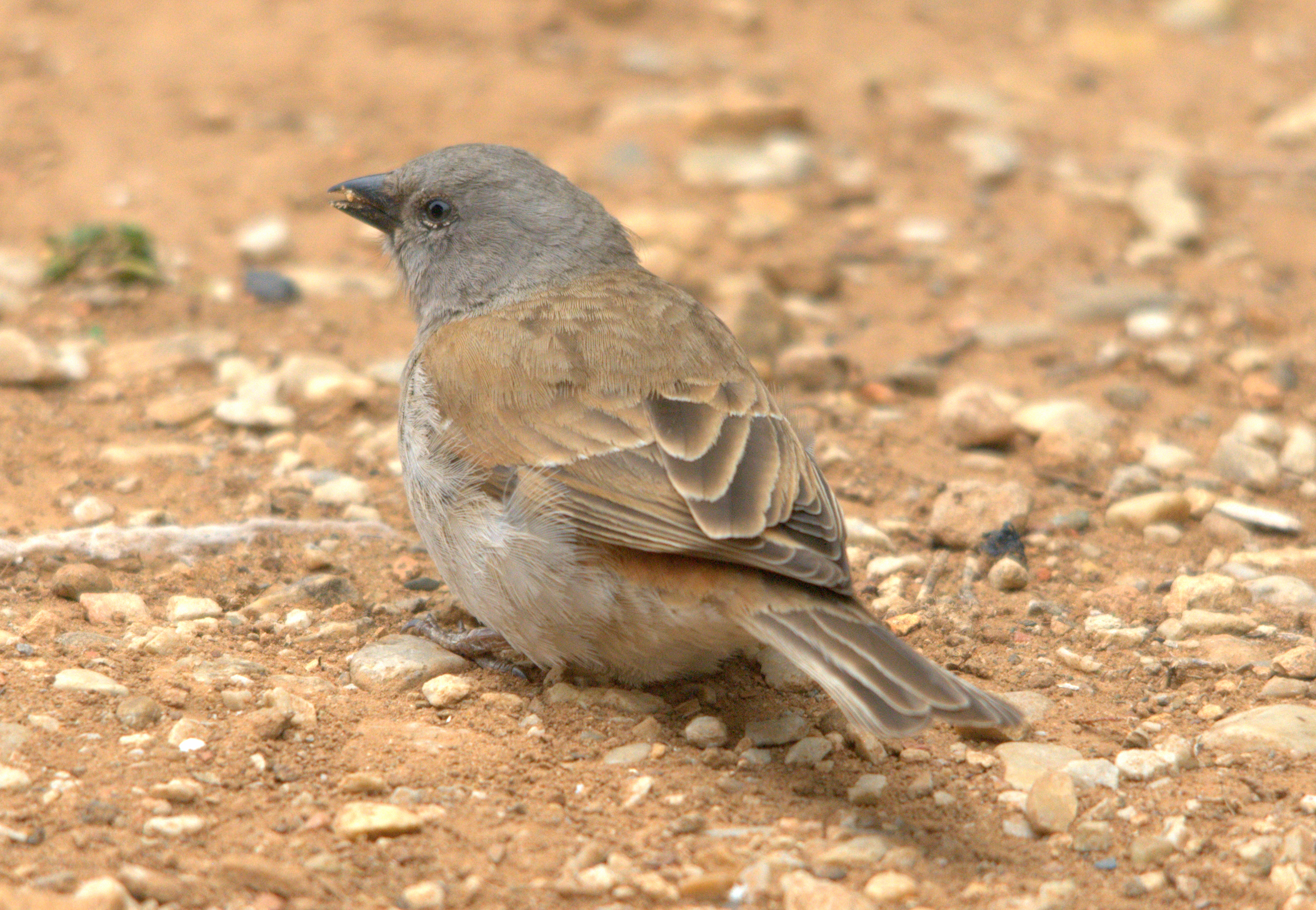
Passer diffusus

Ареал вида охватывает юг Африки. Встречается в Анголе, Замбии, Малави, в прибрежных районах Танзании, на острове Пемба, Занзибаре и Мафия, а также в Мозамбике, Зимбабве, Намибии, Лесото, Эсватини и Южно-Африканской Республике. Размер ареала оценивается в 3,46 миллиона квадратных километров.
Passer diffusus — преимущественно оседлый вид; птицы, окольцованные в Зимбабве, были найдены менее чем в десяти километрах от места кольцевания. Однако в периферийных зонах ареала наблюдается региональная миграция, поэтому в зимние месяцы вид встречаются реже как на северо-западе, так и на юге своего ареала.
Средой обитания являются открытые акациевые леса, леса мопане и миомбо. Однако его можно встретить и в африканских ландшафтах, которые в большей степени подверглись антропогенному воздействию. Его можно встретить на фермах, сельскохозяйственных угодьях, плантациях, в садах и вблизи деревень. Однако в регионе Кару встречается редко. Избегает густых лесов. Там, где его ареал пересекается с ареалом домового воробья, домового воробья чаще можно встретить в городах, а Passer diffusus — на окраинах поселений. Конкуренция с южноафриканским воробьём, который также широко распространен на юге Африки, невелика.
Питается семенами и насекомыми. В его рацион также входят шишки и ягоды. Также ищет пищу в отходах жизнедеятельности человека.
Сезон размножения приходится на начало лета на юге ареала, но на севере — на конец лета. На острове Пемба размножаются в июле, в Малави — в декабре и январе, а в Замбии — с января по апрель. В отличие от большинства видов воробьев, Passer diffusus образуют преимущественно отдельные пары, лишь изредка образуя колонии. Моногамные птицы, обычно выращивающие два выводка за один сезон размножения. Passer diffusus гнездится в нишах и полостях. Типичными местами гнездования являются дупла деревьев, а также укрытые полости на зданиях или вблизи них, как под неплотно прилегающей черепицей, так и в отверстиях в стенах или нишах под навесом. Passer diffusus также используют старые, брошенные гнезда других видов птиц, таких как дятлы, ласточки или бородатковые. В строительстве гнёзд участвуют оба партнёра.
Кладка состоит из двух-пяти яиц голубоватого или зеленовато-белого цвета с серыми и коричневыми пятнами. Иногда эти пятна настолько плотные, что основной цвет едва заметен. Самка, а возможно, и самец, выкармливают птенцов в течение коротких периодов времени (от трёх до десяти минут) в первые дни их жизни. Кормят оба родителя. Родители заботятся о птенцах в течение 16-25 дней после их выхода из гнезда. Родители кормят их в это время, а молодые птицы проводят ночь в гнезде вместе с родителями.
С помощью окольцованной птицы в Малави было доказано, что в дикой природе Passer diffusus могут достигать пятилетнего возраста.
Одним из гнездовых паразитов Passer diffusus является африканская обыкновенная кукушка.